# Kim Hee-jung
Kim Hee-jung (ur. 27 czerwca 1979) – południowokoreańska zapaśniczka w stylu wolnym. Czterokrotna uczestniczka mistrzostw świata, piętnasta w 2005 i 2007. Piąta na igrzyskach azjatyckich w 2006. Zdobyła dwa medale na mistrzostwach Azji, złoty w 2005 i srebrny w 2004 roku.